# Gerda Lepke

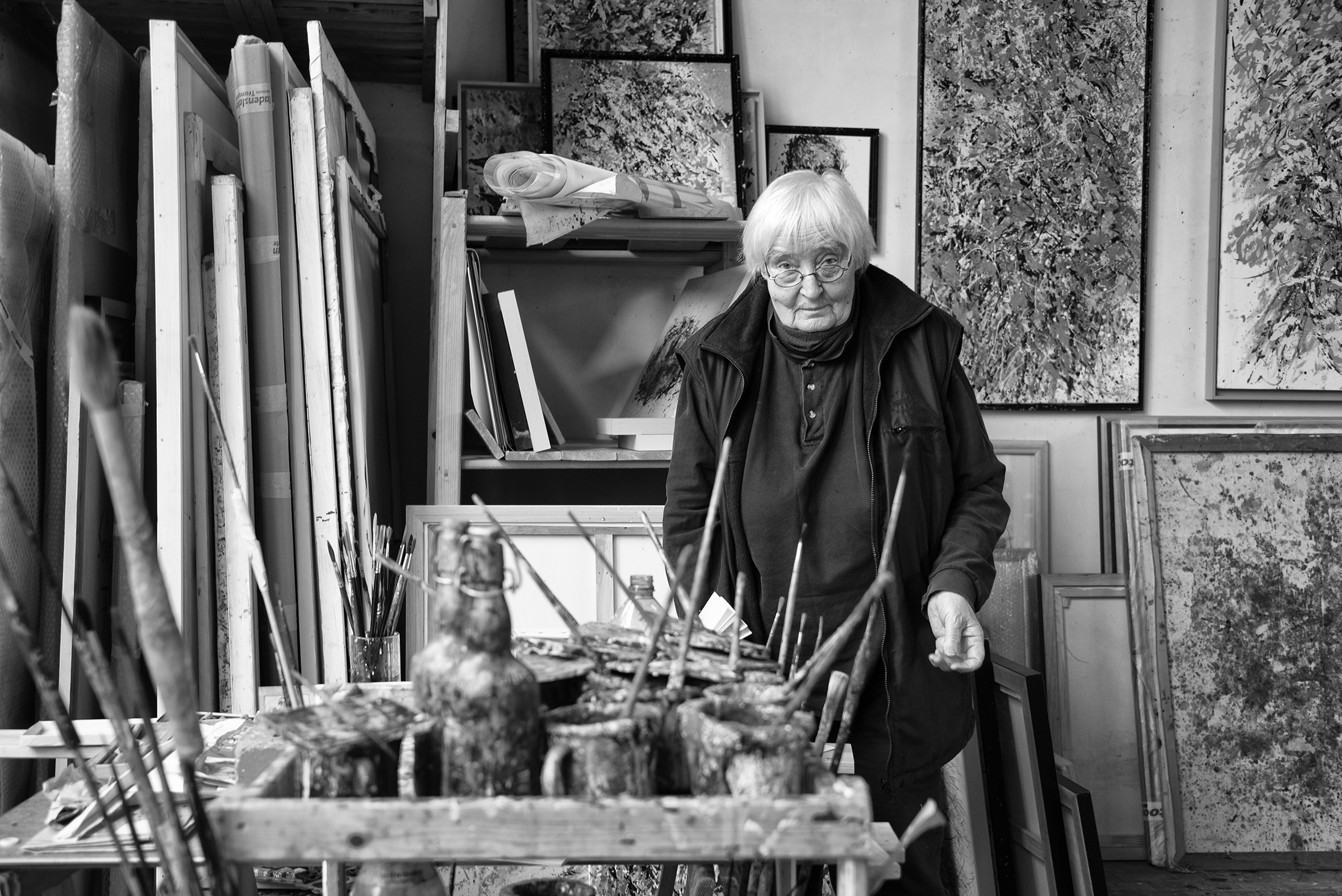
Porträt Gerda Lepkes von Frank Höhler (2020)

Gerda Lepke (* 23. März 1939 in Jena) ist eine deutsche Malerin und Grafikerin.

## Leben
Gerda Lepke wuchs nach Übersiedlung der Familie ab 1941 in Gera auf. Von 1953 bis 1957 besuchte sie das Evangelische Proseminar in Neinstedt im Ostharz. Nach Ausbildung zur Krankenschwester und Tätigkeit in der Krankenpflege in Güstrow kehrte sie 1959 nach Gera zurück. Im Jahr 1960 zog sie nach Dresden, verdiente ihren Lebensunterhalt als Krankenschwester und begann 1963 ein Abendstudium an der Hochschule für Bildende Künste Dresden (HfBK). Von 1966 bis 1971 studierte sie Malerei an der HfBK bei Gerhard Kettner, Herbert Kunze, Paul Michaelis und Jutta Damme. Seit 1971 arbeitet sie freischaffend. Sie war von 1974 bis 1990 Mitglied des Verbands Bildender Künstler der DDR. Gerda Lepke experimentierte und erschloss sich neben ihrem graphischen Werk und Arbeiten in Öl eine Reihe von verschiedener Techniken, wie Lithographie, Monotypie, Kaltnadelradierung, Algraphie und Siebdruck. Ab 1978 arbeitete sie an großformatigen Tafelbildern im Auftrag verschiedener Dresdner Institutionen.
Gerda Lepke war 1989 Mitbegründerin der Dresdner Sezession 89, deren Ehrenmitglied sie heute ist. 1991 hatte sie einen Lehrauftrag an der Sommerakademie Paderborn. Im Jahr 1993 erhielt sie den ersten Kunstpreis der Stadt Dresden und war 1996 Gründungsmitglied der Sächsischen Akademie der Künste.
2008 porträtierte Wolfgang Scholz die Malerin in der mehrfach preisgekrönten Kino-Dokumentation „Das Bild in mir“.
2013/14 entstand das Altarbild „Die Gemeinschaft der Gläubigen“ für die evangelische Kirche Weißer Hirsch in Dresden.
Gerda Lepke lebt in Wurgwitz und Gera.

## Darstellung Gerda Lepkes in der bildenden Kunst
- Klaus Dennhardt: Porträt Gerda Lepke (1974, Lithografie und Siebdruck, 60 × 57 cm)[2]

## Ehrungen (Auswahl)
- 1979: Grafikpreis Biella (Italien)
- 1990: Kunstförderpreis der Stadt Bonn
- 1993: 1. Kunstpreis der Landeshauptstadt Dresden

## Öffentliche Sammlungen und Museen mit Bildern Gerda Lepkes (unvollständig)
- Berlin: Neue Nationalgalerie[3]
- Berlin: Kunstsammlung des Deutschen Bundestages[4]
- Dresden: Galerie Neue Meister[5]
- Dresden: Kupferstichkabinett[5]
- Stendal: Winckelmann-Museum[6]
- Weimar: Klassik-Stiftung Weimar

## Weitere Werkbeispiele

### Tafelbild
- Bildnis der Unteroffiziere Frank K. und René Z. (1985, Mischtechnik, 120 × 292 cm, klappbar)

### Bücher mit Illustrationen Gerda Lepkes
- Hans Kromer: Ankunft aus dem Osten: Kurzgeschichten. Multi Media Kunst, 1993, ISBN 978-3-9700002-1-8.
- Wolfgang Hilbig: Poesiealbum 284. Märkischer Verlag Wilhelmshorst, 2009, ISBN 978-3-931329-84-6.
- Gisbert Porstmann und Carolin Quermann (Hrsg.): Hinsehen: Malerei und Zeichnung von Gerda Lepke. Kerber Christof Verlag, 2009, ISBN 978-3-86678-272-3.

## Ausstellungen (unvollständig)

### Einzelausstellungen
- 1975: Galerie Nord, Dresden
- 1977: Klub der Intelligenz, Dresden
- 1981: Museum der bildenden Künste, Leipzig
- 1983: Galerie im Alten Museum, Berlin
- 1988: Galerie Mitte, Dresden
- 1989: Galerie Kühl, Dresden
- 1990: Galerie Unter den Linden, Berlin
- 1990: Städtische Galerie am Abdinghof, Paderborn
- 1991: Kunsthof, Bonn
- 1993: Galerie Neue Meister, Albertinum, Dresden
- 1996: Freundeskreis Ernst-Rietschel-e.V., Klinikum Pulsnitz
- 1999: Lindenau-Museum Altenburg, Altenburg („Gerda Lepke, Ausstellung zum 60. Geburtstag“)
- 2001: Sächsische Akademie der Künste, Dresden (Arbeiten auf Papier, Arbeiten aus den letzten Jahren)
- 2009: Neuer Sächsischer Kunstverein (mit Wolfgang H. Scholz), Dresden
- 2012: Niedersächsisches Landesmuseum für Kunst und Kulturgeschichte, Oldenburg
- 2019: Kunstausstellung Kühl, Dresden („Gerda Lepke - WEITSICHT. Exposition zum 80. Geburtstag“)
- 2022: Kunstsammlungen Gera

### Teilnahme an zentralen und wichtigen regionalen Ausstellungen in der DDR
- 1982/1983 und 1987/1988: Dresden, IX. und X. Kunstausstellung der DDR
- 1972, 1974, 1979 und 1985: Dresden, Bezirkskunstausstellungen
- 1975 und 1979: Schwerin, Staatliches Museum („Farbige Grafik in der DDR“)
- 1977: Weimar, Kunsthalle am Theaterplatz („Das Aquarell in fünf Jahrhunderten. Schätze der Kunstsammlungen zu Weimar“)
- 1977, 1979, 1983, 1986 und 1989: Berlin und andere Städte („100 ausgewählte Grafiken“)
- 1985: Cottbus, Staatliche Kunstsammlungen („Zeichnungen in der Kunst der DDR. 1974-1984“)
- 1988: Cottbus, Staatliche Kunstsammlungen („Herbert Kunze. Anreger und Freund“)